# Helmut Wagner (Fußballspieler, 1959)
Helmut Wagner (* 7. Juni 1959) ist ein ehemaliger deutscher Fußballspieler, der in der Saison 1978/79 als Amateur des Bundesligisten 1. FC Kaiserslautern am 8. November 1978 ein Länderspiel in der deutschen Fußballnationalmannschaft der Amateure absolviert hat. Als Aktiver von Mainz 05 gewann der Mittelfeldspieler 1982 die deutsche Amateurmeisterschaft.

## Laufbahn
Fußballerisch durchlief Helmut Wagner von 1967 bis 1977 die verschiedenen Ausbildungsabschnitte in der Jugendabteilung des 1. FC Kaiserslautern. Von 1977 bis 1979 machte er seine ersten Schritte im Seniorenfußball in der Amateurelf des Bundesligisten in der Amateuroberliga Südwest. Seine Chancen, in den Lizenzspielerkader aufgenommen zu werden, waren gering. Unter Trainer Karlheinz Feldkamp belegten die „Roten Teufel“ in der Saison 1978/79 in der Bundesliga den ausgezeichneten dritten Rang und das Mittelfeld war mit Jürgen Groh, Werner Melzer, Reinhard Meier, Johannes Riedl und Spielmacher Hans Bongartz sehr gut besetzt. Wirklich hilfreich war da auch nicht der Umstand, dass er am 8. November 1978 beim Länderspiel in Den Haag gegen die Niederlande, in der deutschen Fußballnationalmannschaft der Amateure zum Einsatz kam. Bei der 0:2-Niederlage wurde er in der 2. Halbzeit für Gisbert Paus eingewechselt. Zu weiteren Berufungen kam es danach nicht mehr. Zur Saison 1979/80 schloss sich der FCK-Amateur dem ebenfalls in der Oberliga Südwest spielenden FK Pirmasens an.
Mit den Blau-Weißen vom Stadion an der Zweibrücker Straße belegte Wagner die Plätze drei (1980) und vier (1981), ehe es ihn im Sommer 1981 nach Rheinhessen zu Mainz 05 zog. Unter Trainer Herbert Dörenberg gehörte Wagner mit 37 Einsätzen und zehn Toren der Stammbesetzung der Nullfünfer an und erreichte mit der Bruchweg-Elf mit Mannschaftskameraden wie Gerhard Bopp, Jürgen Janz, Karl-Helmut Mähn, Herbert Scheller und Ludwig Scherhag hinter dem FC 08 Homburg die Vizemeisterschaft. In den Spielen um die deutsche Amateurmeisterschaft setzten sich Wagner und Kollegen gegen SC Viktoria Köln (4:1, 4:1), FC Hertha 03 Zehlendorf (1:0,3:2) und im Finale am 17. Juni 1982 mit 3:0 gegen die Amateure von Werder Bremen durch und holten den Titel nach Mainz. In der zweiten Runde mit Mainz belegte er unter den sich ablösenden Trainern Dörenberg (bis 6. März 1983), Walter Ziehmer (für ein Spiel am 13. März 1983) und Ex-Nationalspieler Lothar Emmerich ab dem 29. Spieltag, den achten Rang. Wagner hatte in 38 Spielen neun Tore erzielt. Im August und Oktober 1982 war er auch im DFB-Pokal in den Spielen gegen die Amateure des 1. FC Köln (3:1) und den Bundesligisten FC Schalke 04 im Einsatz gewesen. Gegen Schalke verlor Mainz am 16. Oktober 1982 vor 9.000 Zuschauern im Bruchwegstadion mit 3:6 nach Verlängerung. Im Mittelfeld hatten es Wagner und seine Mitstreiter Ott, Bopp und Scherhag mit Ulrich Bittcher, Michael Opitz, Manfred Drexler und Hubert Clute-Simon zu tun gehabt. Verletzungsbedingt konnte er 1983/84 nur in 19 Begegnungen auflaufen. Insgesamt wird Wagner bei Mainz mit 155 Spielen und 44 Toren geführt.
Nach einem halbjährigen Intermezzo bei Borussia Neunkirchen setzte der ehemalige Jugendspieler des 1. FC Kaiserslautern ab Januar 1985 bei Wormatia Worms seine Oberligakarriere fort. In der Saison 1985/86 feierte er mit Worms unter Trainer Heiner Ueberle mit einem Punkt vor den punktgleichen Teams aus Salmrohr und Trier die Meisterschaft. Herausragende Mitspieler waren in der Meisterrunde die Spieler Walfried Günther, Stephan Kuhnert (Torhüter), Dieter Gutzler, Jürgen Klotz und Heinz-Jürgen Schlösser gewesen. Worms bekam vom DFB keine Zweitligalizenz und durfte daher nicht an der Aufstiegsrunde zur 2. Fußball-Bundesliga teilnehmen. In den Spielen um die deutsche Amateurmeisterschaft schied er mit Worms im Halbfinale aus. Aufstiegsrunden-Nachrücker Salmrohr stieg in die 2. Liga auf. In der folgenden Runde 1986/87 reichte es mit Worms zur Vizemeisterschaft. Nach insgesamt 82 Oberligaeinsätzen mit fünf Toren für Worms wechselte Wagner in die Oberliga Hessen zum VfR Bürstadt. Nach zwei Jahren im Waldstadion bei den Schwarz-Weißen ließ Wagner über die Stationen SV Hochheim (bei Worms), Blau-Weiß Worms und den VfR Alsheim seine Spielerlaufbahn ausklingen.